# Wintrebertia pusilla
Wintrebertia pusilla är en insektsart som beskrevs av Marius Descamps 1964. Wintrebertia pusilla ingår i släktet Wintrebertia och familjen Euschmidtiidae. Inga underarter finns listade i Catalogue of Life.